# Jardine Matheson

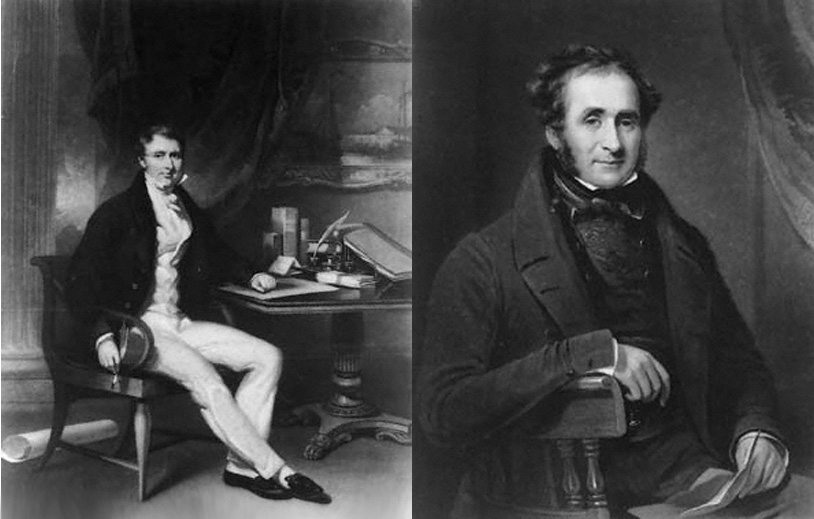
William Jardine en James Matheson

Jardine Matheson Holdings Limited (of Jardines) is een conglomeraat gevestigd in Bermuda en met het hoofdkantoor in Hongkong. Het werd in 1832 opgericht. Het is beursgenoteerd met de hoofdnotering aan de London Stock Exchange en met secundaire noteringen op diverse Aziatische beurzen. Bijna alle activiteiten vinden plaats in Azië.
Belangrijke dochterondernemingen zijn: Jardine Pacific, Jardine Motors, Jardine Lloyd Thompson, Hongkong Land, Dairy Farm, Mandarin Oriental Hotel Group, Jardine Cycle & Carriage en Astra International.
Jardines was een van de oorspronkelijke handelshuizen in Hongkong die handel dreven met het Chinees Keizerrijk. Nog steeds wordt in de Volksrepubliek China een groot deel van de omzet gerealiseerd. De familie Keswick, die afstammelingen zijn van de oudere zus van co-oprichter William Jardine, Jean Johnstone, speelt nog steeds een belangrijke rol bij de onderneming.

## Activiteiten
Jardines is een conglomeraat met een divers pakket aan activiteiten. De totale omzet was ruim US$ 84 miljard in 2017, maar dan zijn alle belangen meegenomen alsof ze volledig in eigendom zouden zijn. De gerapporteerde omzet bedroeg net geen US$ 40 miljard, waarvan een derde in de Volksrepubliek China, inclusief Hongkong, werd gerealiseerd en US$ 3 miljard buiten Azië. Het bedrijf telde 440.000 medewerkers in 2017, waarvan bijna de helft bij Astra International en een kwart bij Dairy Farm.
De belangrijkste bedrijfsonderdelen zijn:
- Jardine Pacific (belang per 31 januari 2019: 100%): is een bouwbedrijf en levert verder diensten aan luchthavens en op het gebied van transport. Het exploiteert verder restaurants en levert IT diensten.
- Jardine Motors (100%): houdt zich bezig met de verkoop en onderhoud aan motorvoertuigen. Het is vooral actief in zuidoost-Azië, maar ook in het Verenigd Koninkrijk.
- Jardine Lloyd Thompson (JLT, 41%), een verzekeringsmaatschappij.
- Hongkong Land (50%), een beursgenoteerd vastgoedbedrijf met gebouwen in Hongkong, Singapore en andere Aziatische steden.
- Dairy Farm (78%), een beursgenoteerde supermarktketen actief in de segmenten voeding, schoonheids- en gezondheidsproducten, meubels en restaurants.
- Madarin Oriental (78%), een keten met 30 luxe hotels in ruim 20 landen.
- Jardine Cycle & Carriage (75%), een beursgenoteerd bedrijf actief in de autoverkoop, financiële diensten, zuivel, bouwmaterialen en vastgoed. Het heeft ook een aandelenbelang van 50% in Astra International, eveneens een conglomeraat gevestigd in Indonesië.

## Geschiedenis
Het prille begin lag bij de handelsonderneming Cox & Reid dat in 1782 werd opgericht door John Cox en John Reid. De Schot William Jardine (1784-1843) kwam in 1825 bij het bedrijf en drie jaar later volgde James Matheson (1798-1878). Op juli 1832 werd Jardine, Matheson & Co. opgericht in Macao.
In 1834 eindigde het monopolie van de theehandel met China voor de Britse Oost-Indische Compagnie. Jardines verscheepte de eerste thee naar Engeland in hetzelfde jaar. In 1839 werd een deel van de activiteiten al vanuit Hongkong georganiseerd. William Jardine vertrok naar Engeland in januari 1839 vlak voor het uitbreken van de Eerste Opiumoorlog. Hij was een rijk man met een geschat vermogen van meer dan 300.000 pond sterling (ca. 1,3 miljoen dollar). De Chinees Lin Zexu had alle opium in Kanton vernietigd en dit leidde tot grote financiële schade voor het bedrijf. In Engeland aangekomen zette hij de regering onder druk om de schade te compenseren en lobbyde hij voor oorlog tussen beide landen. James Matheson leidde het bedrijf in deze moeilijke periode en keerde in 1842 terug naar Engeland. Bij aankomst werd zijn vermogen geschat op 225.000 pond.
Na het sluiten van het Verdrag van Nanking in 1842 werd Hongkong Brits bezit. In 1843 verplaatste Jardine het hoofdkantoor naar het eiland en groeide snel. In diverse Chinese havens werden vestigingen geopend, tot het verdrag was handel alleen via Kanton mogelijk. De handel in gesmokkelde opium, in thee en katoen ging gewoon door.
In 1855 arriveerde William Keswick in China, hij was de eerste van zes generaties actief bij Jardines. Keswick (1845-1914) was de zoon van Thomas Keswick en een nicht van William Jardine. In 1859 richtte hij voor Jardines een kantoor op in Yokohama. In 1862 keerde hij terug naar Hongkong om partner te worden in het bedrijf en van 1874 tot zijn vertrek naar Londen in 1886 was hij directeur. Terug in Engeland nam hij de leiding over van een dochterbedrijf van Jardines, Matheson & Co.
Tegen het midden van de 19e eeuw was het bedrijf uitgegroeid tot een groot handelsconglomeraat met kantoren in alle belangrijke Chinese steden en Japan. Een van zijn filialen, Glover en Co., gevestigd in Nagasaki, stond in Japan bekend als een wapenhandelaar voor de rebellen die de Meiji-restauratie leidde in 1868. In de jaren zestig namen de handelsactiviteiten af om in 1872 helemaal te verdwijnen. Het bedrijf ging zich toeleggen op verzekeringen, scheepvaart en spoorwegen. In 1876 was het betrokken bij de aanleg van de eerste Chinese spoorlijn tussen Shanghai en Wuhan. In 1906 werd Jardines een vennootschap.
In de eerste decennia van de 20e eeuw werden de activiteiten in China verder uitgebreid. In Shanghai kwam in 1912 het hoofdkantoor, naast de vestiging in Hongkong. Verder werden activiteiten ontplooit in Afrika, Amerika en Australië. Toen de Tweede Chinees-Japanse Oorlog in 1937 begon, had het bedrijf zwaar te lijden, zowel in Hongkong als op het vasteland van China. In 1941 werd het hoofdkantoor gevestigd in Londen. Na de oorlog keerde het snel terug naar China en in 1947 werd het ook weer actief in Japan. Na de stichting van de Volksrepubliek China in 1949 werden de handelsvoorwaarden voor buitenlandse bedrijven onder het nieuwe communistische regime steeds moeilijker. In 1954 werden de activiteiten in de Volksrepubliek China gestaakt.
In 1961 gingen de aandelen van het bedrijf naar de beurs van Hongkong.
In 1970 opende Jardine Fleming, de eerste investeringsbank in Azië, zijn deuren. Partner in deze joint venture was Robert Fleming & Co.. Eind jaren negentig verkocht Jardines haar aandeel in de joint venture aan Robert Fleming. In het midden van de jaren zeventig werd er veel gebouwd in Hongkong en werd Gammon Construction Limited overgenomen. Gammon was het grootste bouwbedrijf op het eiland. Na de economische opening van de Volksrepubliek China onder leiding van Deng Xiaoping, werd Jardine ook hier weer actief. Tijdens de jaren zeventig breidde Jardines ook de verzekeringsbelangen uit met overnames in het Verenigd Koninkrijk en de Verenigde Staten die de basis legden voor de oprichting van Jardine Insurance Brokers. In 1997 ging deze verzekeraar samen met Lloyd Thompson Group onder de nieuwe naam Jardine Lloyd Thompson Group.
In 1984 werd het bedrijf officieel gevestigd in Bermuda, voorafgaand aan de overdracht van Hongkong in 1997 aan de Volksrepubliek China. In de jaren negentig kreeg Jardines en diverse dochterondernemingen ook noteringen op de London Stock Exchange. In Azië verhuisde de hoofdnotering van Hongkong naar Singapore.
In 2000 kocht een consortium onder leiding van Jardine Cycle & Carriage een aandelenbelang van 38,5% in Astra International voor US$ 506 miljoen. Het belang van JC&C in Astra kwam uit op 23% en is later nog uitgebreid naar 50%.

## Naslagwerken
- (en)  Maggie Keswick (ed), The thistle and the jade: a celebration of 175 years of Jardine, Matheson and Co., London, 2008
- (en)  Robert Blake, Jardine Matheson: traders of the Far East, Orion Pub Co, London, 1999, ISBN 9780297825012
- (en)  Alain Le Pichon China Trade and Empire: Jardine, Matheson & Co. and the Origins of British Rule in Hong Kong, 1827-1843, Oxford University Press/British Academy, 2006, ISBN 9780197263372
- Een deel van de bedrijfsarchieven liggen bij de Cambridge University Library